# Stephanoberycidae
Famille
Les Stephanoberycidae forment une famille de poissons de l'ordre des Beryciformes (anciennement dans celui des Stephanoberyciformes).
Des poissons de la famille des stephanoberycidae ont été récemment filmés par un ROV dans la fosse des marianes à 5 km de profondeur.

## Description et caractéristiques
Les Stephanoberycidae constituent un petit groupe de poissons composé de quatre genres monotypiques, principalement connus des eaux marines tropicales. Leur corps est oblong et subcylindrique, légèrement comprimé latéralement, avec une tête représentant environ un tiers de la longueur totale du corps. Les os de la tête possèdent des crêtes fortement dentelées, à l'exception du genre Malacosarcus, et sont recouverts d'une fine peau. Les yeux sont petits et la bouche est grande et oblique, avec des mâchoires s'étendant derrière l'œil. Les nageoires dorsale et anale sont opposées et situées à l'arrière du milieu du corps. La nageoire dorsale comporte de 0 à 3 épines faibles et de 9 à 14 rayons mous, tandis que la nageoire anale présente également de 0 à 3 épines faibles et de 9 à 14 rayons mous. Les nageoires pectorales possèdent entre 10 et 14 rayons mous, et les nageoires pelviennes, de position abdominale ou subabdominale, comportent 5 rayons mous sans épines. Les mâchoires sont pourvues de dents villiformes, tandis que le vomer, les palatines, les endoptérygoïdes et les ectoptérygoïdes sont dépourvus de dents. Une supramaxille est présente. Le nombre de rayons branchiostégaux varie de 8 à 9. Les orbitosphénoïdes, la tablette sous-orbitaire et les structures antorbitales sont absents, tandis que le basisphénoïde est présent. Les écailles sont soit cténoïdes, comme chez Acanthochaenus et Stephanoberyx, soit cycloïdes chez Malacosarcus. La ligne latérale est papilliforme et comporte entre 29 et 32 écailles. Ces poissons possèdent entre 26 et 33 vertèbres et atteignent une longueur maximale de 14 cm. Les Stephanoberycidae sont bathypélagiques ou benthiques abyssaux, présents dans les eaux tropicales à tempérées de l’Atlantique, de l’océan Indien ainsi que des océans Pacifique occidental et central. Les adultes vivent à des profondeurs comprises entre 945 et 4 438 mètres. Leur alimentation se compose principalement de crustacés, notamment du genre Acanthochaenus.

## Listes des genres
Selon World Register of Marine Species (8 décembre 2024) :
- Abyssoberyx Merrett & Moore, 2005
- Acanthochaenus Gill, 1884
- Malacosarcus Günther, 1887
- Stephanoberyx Gill, 1883

## Systématique
Le nom valide complet (avec auteur) de ce taxon est Stephanoberycidae Gill, 1884.

## Étymologie
L'étymologie du nom fait référence à stephanus, signifiant « couronné », probablement en lien avec une crête osseuse interne en forme de "U" située sur le sommet de la tête, et à beryx, désignant un poisson Beryciforme.

## Publication originale
D'après Kotlyar, la description de la famille provient de :
Gill, T. N. (1884). Three new families of fishes added to the deep-sea fauna in a year. American Naturalist, 18(4), 433.